# Troupes balkaniques des armées napoléoniennes
Pour un article plus général, voir Unités étrangères de l’armée napoléonienne.
Les troupes balkaniques des armées napoléoniennes constituent un ensemble d'unités militaires qui servirent au sein de l'armée napoléonienne et qui furent levées dans la région des Balkans et en Grèce insulaire.

## Présence et influence françaises dans les Balkans

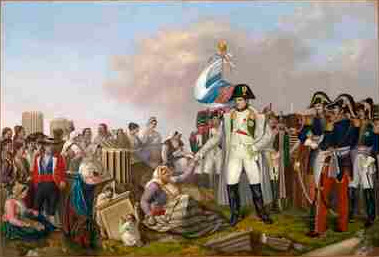
« L'Illyrie ressuscitée » d'après le peintre slovène Janez Krstnik Scherer (1858).

À la suite de la victorieuse campagne d'Autriche de 1805, Napoléon impose la paix à l'empereur d'Autriche par le traité de Presbourg. Son empire est amputé de Venise ainsi que de ses dépendances d’Istrie et de Dalmatie, cette dernière et les bouches de Kotor passant sous la protection du royaume d'Italie. L'Autriche conserve cependant Trieste.
La remise des provinces cédées à l’Italie devait s’effectuer du 30 janvier au 28 février 1806. Cependant, les Russes, à qui les Autrichiens avaient laissé le contrôle de la province, avaient pris possession de tous les forts des Bouches de Kotor, sans manifester l'intention de respecter les accords passés. La situation s'enlisant, Napoléon crée, le 16 avril 1806, avec les troupes initialement chargées de l'occupation, l’Armée de Dalmatie sous les ordres du général Molitor avec pour mission de reprendre au plus vite la province aux Russes. C'est le début de la campagne de Dalmatie marquée par le difficile siège de Raguse et la victoire de Castel-Nuevo et sanctionnée par le traité de Tilsit signé le 8 juillet 1807, entre la France et la Russie, par lequel les Bouches de Kotor sont finalement livrées aux troupes françaises.
Soucieux de venger sa défaite d'Austerlitz qui marque la fin de la guerre en 1805, l'empire d'Autriche, allié au Royaume-Uni, au royaume de Sicile et au royaume de Sardaigne au sein de la Cinquième Coalition, reprend les hostilités avec l'empire français en avril 1809. S'ouvre alors la campagne d'Allemagne et d'Autriche qui verra une nouvelle défaite des adversaires de Napoléon et se conclura par le traité de Schönbrunn (14 octobre 1809) qui consacre la cession de Trieste et de la Dalmatie à la France. Ces territoires anciennement autrichiens de la côte dalmate ainsi que la république de Raguse conquise en 1806 seront regroupés au sein des Provinces illyriennes sous gouvernorat français. 

### Les « colonies militaires » en Illyrie

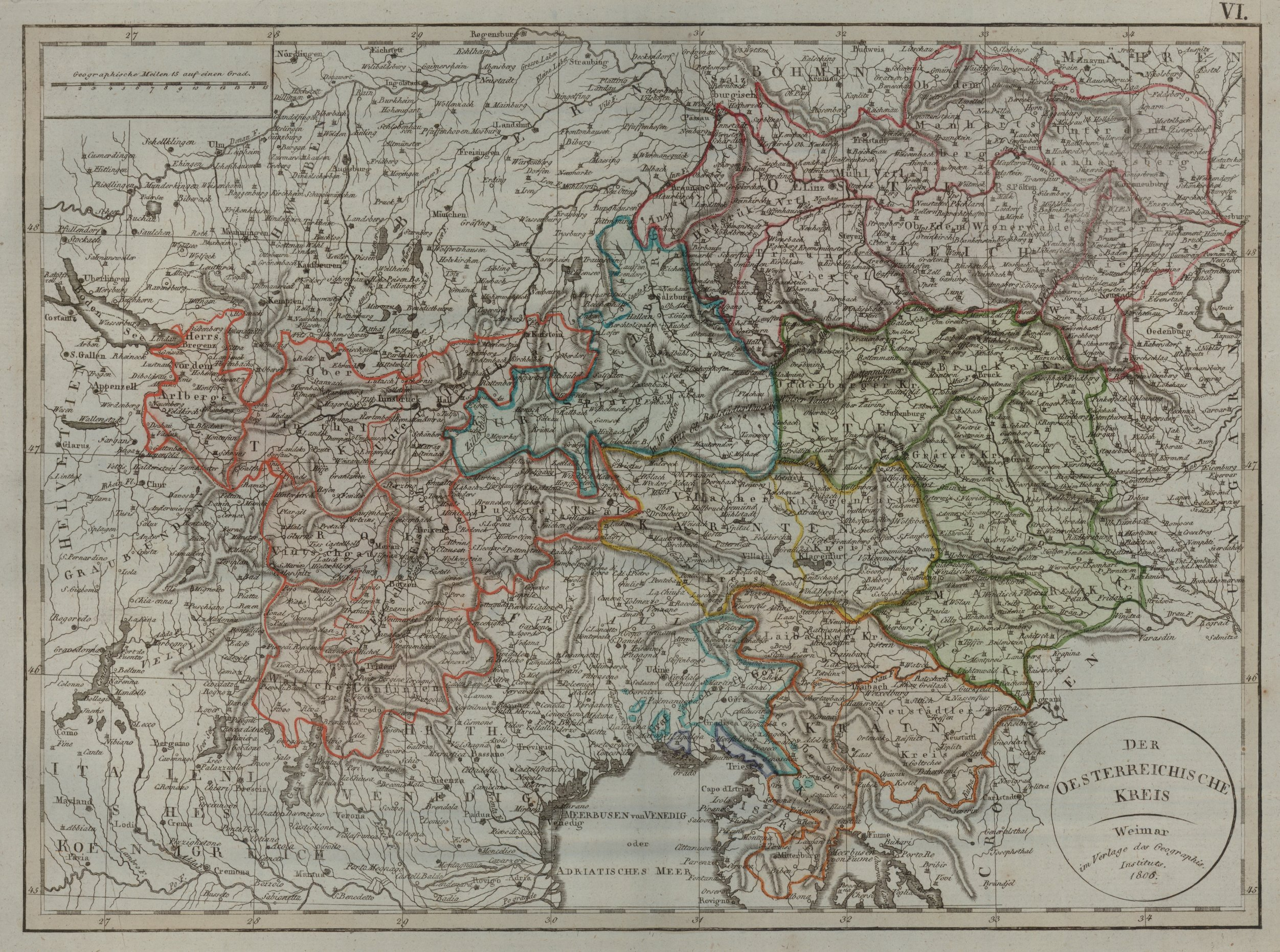
L'empire d'Autriche en 1806.
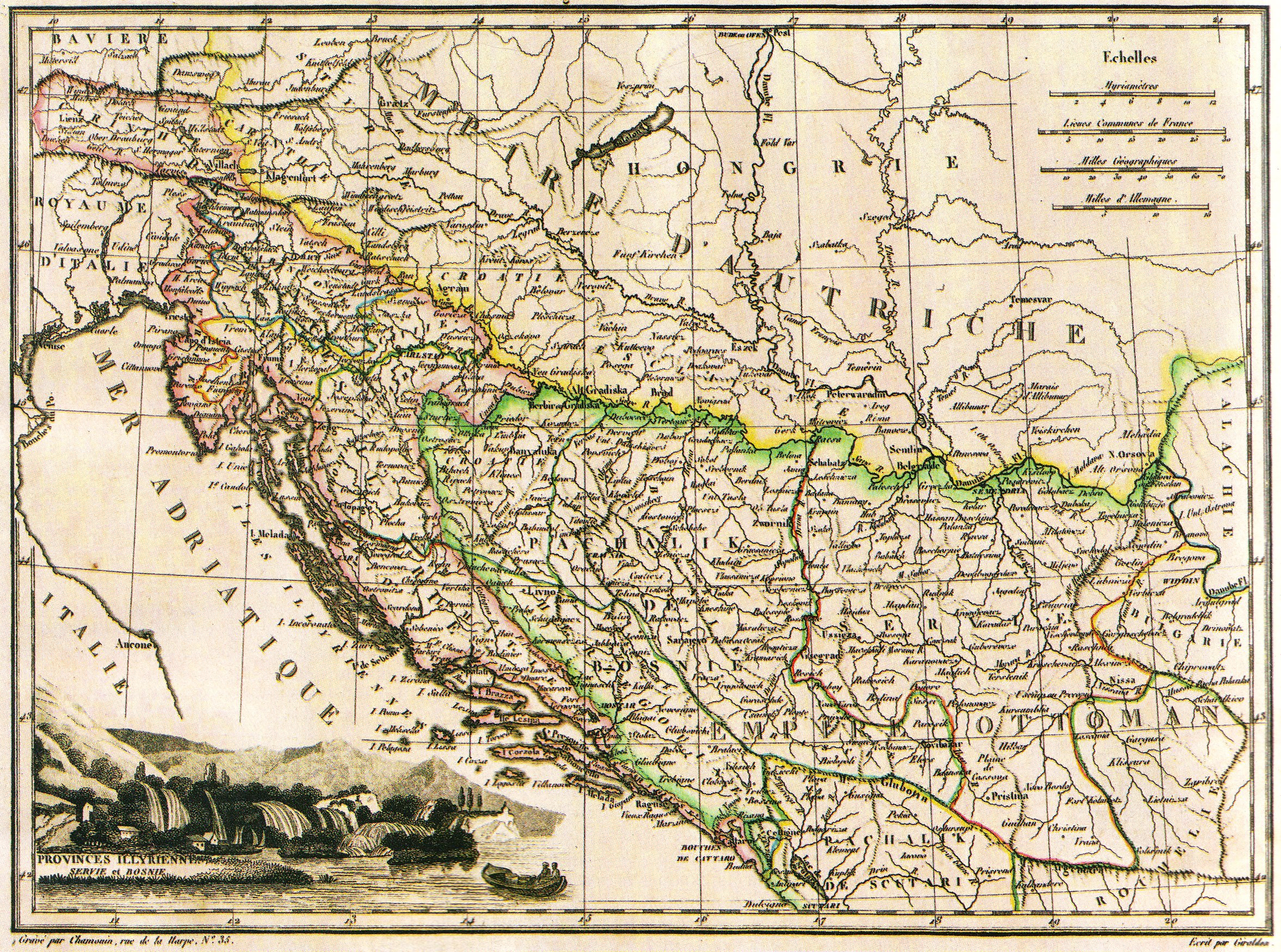
Les provinces illyriennes en 1809 avec les frontières ottomane et autrichienne.
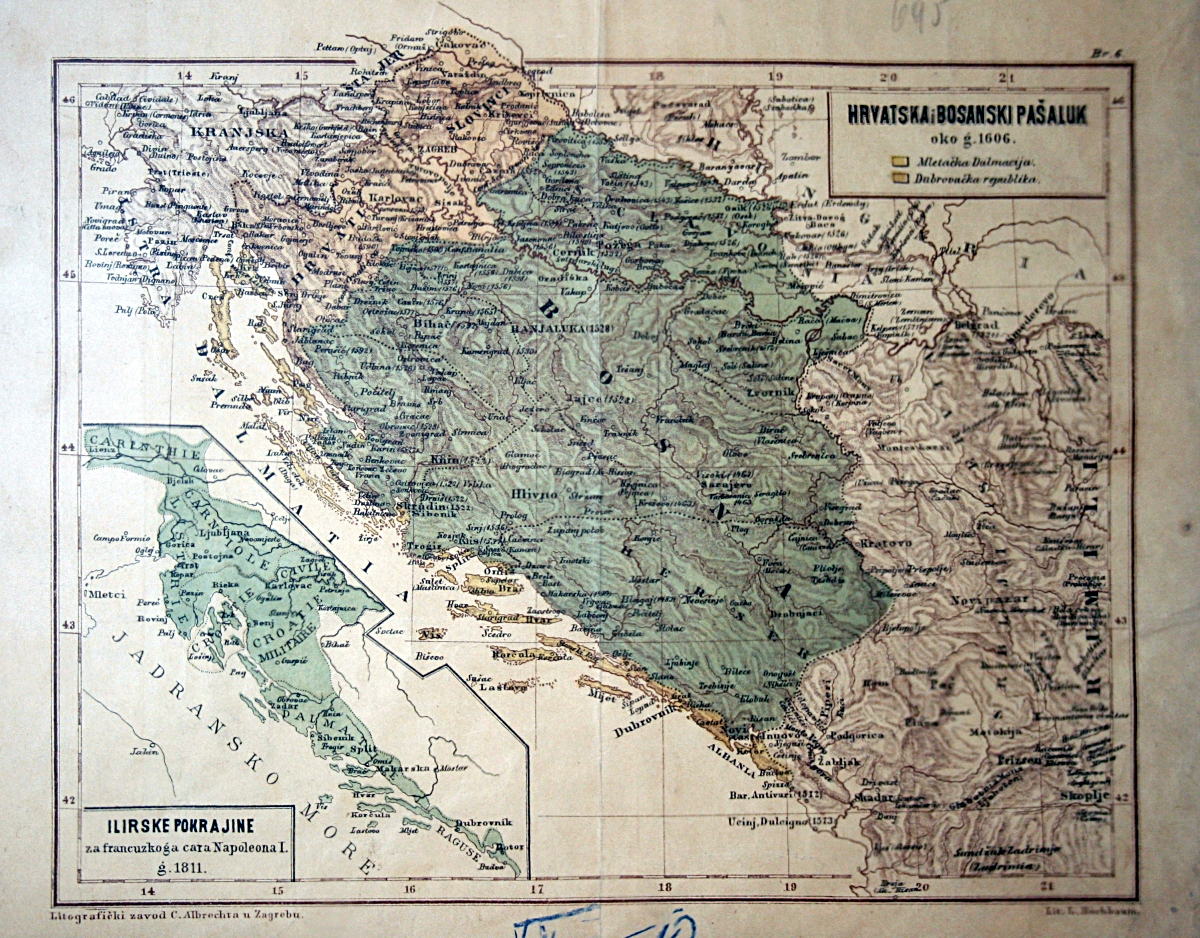
Carte historique de la Bosnie et de l'Illyrie française en 1811.

## Régiments des Provinces illyriennes
Les Provinces illyriennes - qui regroupaient des zones aujourd'hui autrichiennes, croates, italiennes et slovènes - étaient constituées par un ensemble de territoires pris sur l'empire d'Autriche, occupés entre 1805 et 1806 puis annexés par le Premier Empire français en 1809.  Elles furent reconquises par l'Empire autrichien en 1813.

### Régiment d'Illyrie
Le régiment d'Illyrie est un régiment d'infanterie levé en 1810 et dissous le 17 novembre 1813. Il prit part aux capagnes de Russie de 1812 et d'Allemagne en 1813

## République septinsulaire

### Bataillon septinsulaire
Un bataillon septinsulaire fut créé le 13 septembre 1807 et dissous en 1812 devant son peu de combativité face aux Britanniques

### Sapeurs ioniens et autres unités
Ce petit corps a été créé en 1812 avec les éléments du bataillon septinsulaire. Ces Ioniens ne viennent pas de l’ancienne Ionie (côte occidentale de l’Asie mineure), mais des îles Ioniennes, relevant de l’Empire de 1807 à 1809. D’autres unités ont été formées dans l’archipel (qui comprend l’île natale d’Ulysse, Ithaque), comme l’artillerie septinsulaire, les chasseurs à cheval ioniens (de), les gendarmes septinsulaires et les vétérans ioniens.

## Régiment albanais

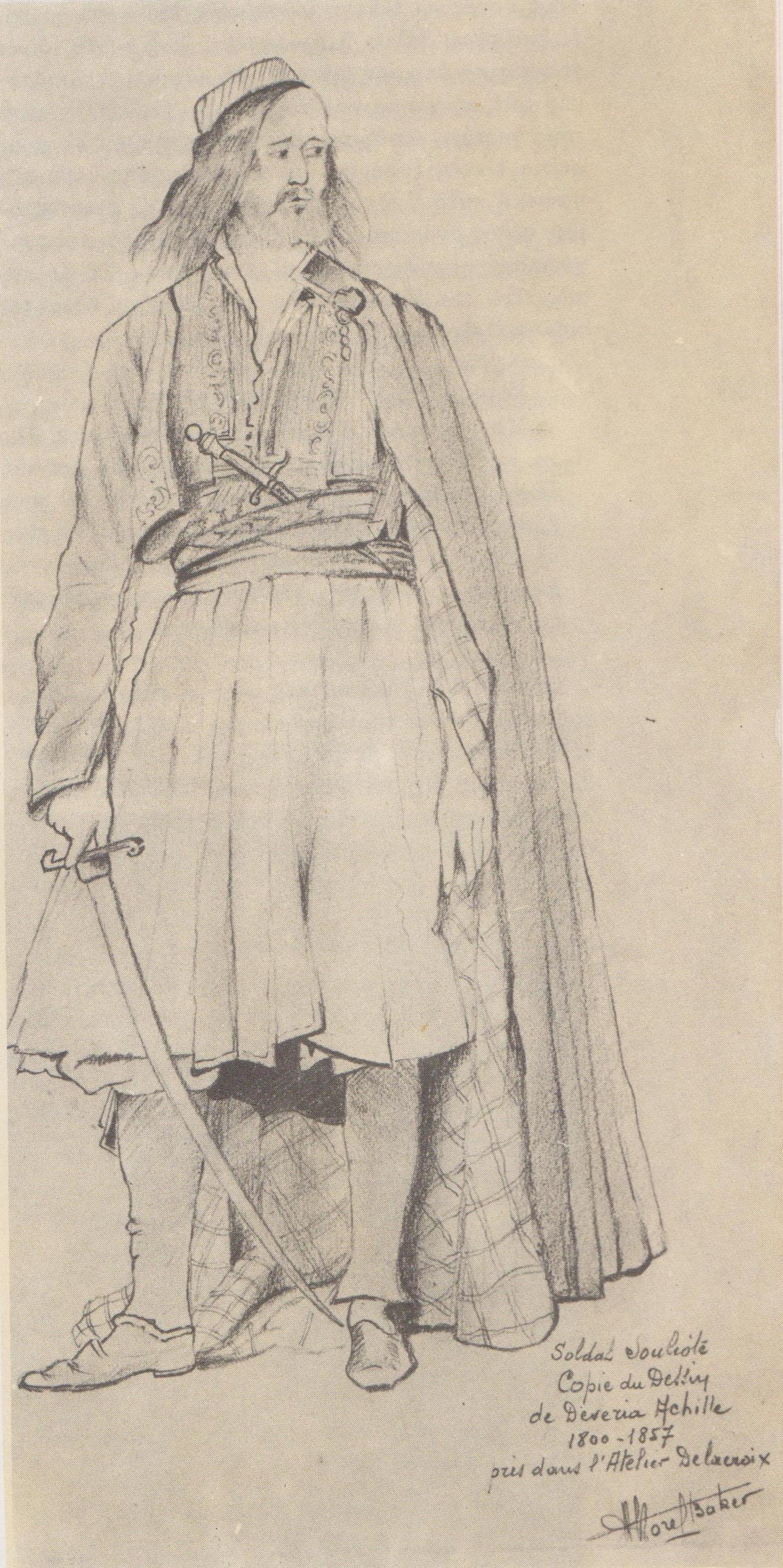
Type de combattant souliote dont la tenue traditionnelle inspirera l'uniforme du régiment albanais.

## Pandours
Les pandours sont des cavaliers des Balkans. 
- Pandours dalmates ou de Raguse
- Pandours albanais (un escadron de 360 hommes)

### Histoire contemporaine des Balkans
- Premier soulèvement serbe (1804-1813)
- Guerre russo-turque de 1806-1812
- Bataille de Lissa (1811)